# George Dancis
Juris O. Dancis, detto George (Riga, 28 novembre 1932 – Adelaide, 20 aprile 2021), è stato un cestista lettone naturalizzato australiano.
Era il fratello di Mike Dancis.

## Carriera
Con l'Australia ha disputato le Olimpiadi del 1956, segnando 94 punti in 7 partite.